# Vama (gmina w okręgu Satu Mare)
Vama – gmina w Rumunii, w okręgu Satu Mare. Obejmuje tylko jedną miejscowość Vama. W 2011 roku liczyła 3486 mieszkańców.